# 口内炎
口内炎（こうないえん、Mouth ulcer）とは、口の中や舌の粘膜に起きる炎症の総称である。症候の一つ。

## 分類
見た目からは「カタル性口内炎」、「アフタ性口内炎」、「潰瘍性口内炎」に分類される。また痛みの有無から有痛性口内炎と無痛性口内炎に分類される。

### 細菌感染によるもの
- カタル性口内炎
- 壊死性潰瘍性口内炎
- 壊疽性口内炎（水癌）
- ジフテリア性口内炎
- 猩紅熱性口内炎
- 淋菌性口内炎

### ウイルス感染によるもの
- 単純疱疹
- 帯状疱疹
- 手足口病
- 麻疹

### アフタ性口内炎
一般的に「口内炎」と言えばこれを指すことが多い。
- 再発性アフタ性口内炎
- ベーチェット病

### その他
- 放射線性口内炎

## 原因
上記分類の中にあるように細菌やウイルスに感染することによって発症するものもあるが、多くを占めるアフタ性口内炎についてはその発症の原因として以下のことが考えられている。ステロイドにより治癒が促進されることから、アラキドン酸代謝物の作用の亢進より最終的にアフタ性口内炎が形成されることは示唆されるが現在のところメカニズムについては正確には分かっていない。免疫学的異常が関わっているのではないかという説もある。
- 熱い飲食物を頻繁に飲食するあるいは偏食による鉄分やビタミンの不足
- ストレスや睡眠不足
- 不正咬合や、歯ブラシ、歯列矯正器具などによる粘膜への物理的刺激（口内を噛むなど）
- 唾液の不足、口腔の乾燥
- 口腔内の不衛生、プラーク（入れ歯かす）の付着した入れ歯の装着[1]

また、口内炎になりやすい体質の人（食物アレルギーの人や粘膜の薄い人）もいる。さらに、ビタミン欠乏症の症状として口内炎が現れることもある。なお、口内炎の原因として「食べ物の好き嫌いが多い」「胃腸粘膜が荒れている」という説があるが、これらが原因でないこともある。偏食ならびに胃腸と口内炎とでは因果関係が認められない場合があるからである。

## 症状

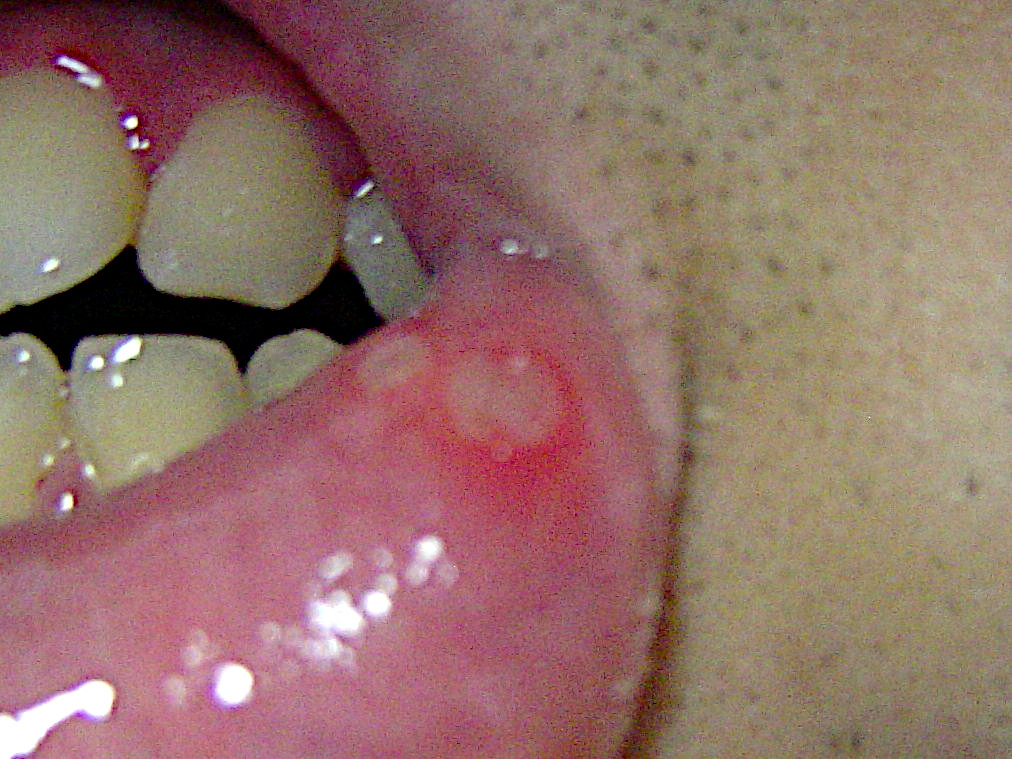
アフタ性口内炎の患者（中央の白く変色した部分がアフタ）

代表的な「アフタ性口内炎」は口内粘膜に直径5ミリ程度の灰白色斑（アフタ）をつくり痛みを伴い、悪化すると滲み出るように出血する。通常は一週間程度で自然に完治するが、複数箇所に口内炎が発症する重度のものでは痛みのあまり摂食不能になることもある。また、口の中が清潔でない場合は口内炎の発症時に口臭を伴うこともある。なお口内炎はヒトだけでなく、イヌやネコ等の動物にも発症する。

## 診断
無痛性口内炎は全身性エリテマトーデスを疑う。有痛性口内炎ではベーチェット病等が原因の事もあるがこれ単独ではアフタ性口内炎等との区別は難しく、基礎疾患が疑われる場合はその検査が必要である。治りが遅い舌の口内炎は舌癌を疑う。

## 治療
基本的に歯科や耳鼻咽喉科、口腔外科で行う。また、皮膚科や内科で治療してくれるところもある。ただし、全身的疾患に起因するものはその疾患の専門科による治療が第一である。
ビタミン剤
口腔癌など一部特殊な場合を除き、一般的に見られる口内炎（アフタ性口内炎）の大部分は生活習慣の乱れや食生活の偏りなどによるビタミンB群の不足が原因である。口腔内に出来た小さな傷を端緒として、ビタミンB2の不足により生じる一般的な口内炎を治療するときに用いられる。第3類医薬品として一般向けにドラッグストアなどでも安価で市販されている。ビタミン不足のほかに口内炎の原因となる疾患（胃炎、胃潰瘍など）を合併していなければ、基本的に1週間程度のビタミン剤服用で完治する。胃潰瘍など消化器疾患を原因として口内炎を発症している場合も多く、この場合は胃薬と共にビタミン剤を経口投与する。主に内服薬として処方するが、口から投与が出来ない場合など患者の状態によっては注射や点滴などを用いて投与する場合もある。
アフタ性口内炎の場合、ビタミンB12療法がシンプルで安価で低リスクであるとの報告がある。
軟膏
ステロイド、もしくはムラサキから抽出されたシコンエキスなど、抗炎症薬を含む軟膏を患部に塗布する方法。アフタの部分を物理的刺激から軟膏の基剤で保護する意味もある。口腔用のデキサルチン軟膏が多い。
パッチ（貼り薬）
患部に、軟膏と同じく抗炎症薬を含んだパッチを貼る方法。軟膏と同様、アフタの保護も期待できる。
硝酸銀
毒性のある硝酸銀を用いる。広く普及していたが場合によっては効果がないどころか逆に症状を悪化させてしまうこともあることから、現在ではこの治療方法は稀である。
レーザー治療
レーザー光を用いてアフタの部分を焼く方法。前述の硝酸銀を用いた治療よりも安全に患部を焼くことができる。
その他
上記にあげた治療法以外にも患部の洗浄やトローチなどを用いた治療法があり、上記の方法を2種類以上組み合わせることもある。

### 治療薬
口唇炎、口角炎、口内炎などの主な治療薬。
- 大正口内軟膏、レビオ（大正製薬）
- チョコラBBプラス（エーザイ株式会社）
- モアリップ（資生堂薬品）
- 口腔用ケナログ（ブリストル製薬）

- サトウ口内軟膏（佐藤製薬）
- メンソレータムメディカルリップ（ロート製薬）
- トラフルシリーズ（第一三共ヘルスケア）

## 民間療法
- 蜂蜜などを塗る。

- うがい薬などでうがいをする。口内炎は炎症の一種なので、歯磨きやデンタルリンスで口をすすぐ事で口の中を清潔にするとある程度症状の改善を見込める[7]。